# الجويخات
الجويخات قرية سورية تتبع لمحافظة حمص.

## التسمية
لم يثبت أصل تسمية الجويخات تماماً، فبعضهم يقول إنها ذات أصل سرياني حيث الاسم مؤلف من كلمتين: جو وتعني مناخ – يخات وتعني الضبابي والماطر وهذا مطابق تماماً لمناخها فأصبحت تعني المناخ الضبابي الماطر، أما في اللغة فكلمة جوخة تعني الحفرة وتصغيرها جويخة أي حفيرة.

## الجغرافيا
ترتفع عن سطح البحر حوالي 800 متر وتتدرج بالارتفاع نظرًا لموقعها الجغرافي، تقع القرية على هضبة خضراء وتبعد عن العاصمة دمشق حوالي 215 كم، وعن مدينة حمص حوالي 55 كم، وعن مدينة طرطوس حوالي 61 كم، وعن مدينة حماه حوالي 52 كم.
يجاورها غرباً عيون الوادي ومشتى الحلو وشمالاً طريز وشرقاً البطار وجنوباً بيدررفيع، ترتفع عن سطح البحر حوالي 800 متراً، وتتدرج بالارتفاع نظراً لموقعها الجغرافي.اكتسبت شهرتها من جمال طبيعتها وحسن ضيافتها، وتعتبر من القرى الأولى في إنتاج التفاح والدراق، جوها معتدل صيفاً وبارد مثلج شتاءً.
تقع القرية على هضبة خضراء، وتتبع لمحافظة حمص منطقة تل كلخ ناحية شين، تبعد عن دمشق 215 كم، وعن مدينة حمص حوالي 55 كم، وعن مدينة طرطوس حوالي 61 كم، وعن مدينة حماه حوالي 52 كم، يجاورها غرباً عيون الوادي ومشتى الحلو وشمالاً طريز وشرقاً البطار وجنوباً بيدررفيع، ترتفع عن سطح البحر حوالي 800 متراً، وتتدرج بالارتفاع نظراً لموقعها الجغرافي.

## الطبيعة والمناخ
تتمتع الجويخات بطبيعة جميلة وتضاريس متباينة من جبال خضراء وموقع متوسط بين العديد من المناطق والمصايف الرائعة، ومناخها معتدل صيفًا وبارد أو شديد البرودة شتاءً .
تتمتع بشتاء مثلج أحيانا وربيع خلاب عند تفتح ازهار البساتين وصيف لطيف مائل للبرودة عصرا وليلا.بحكم ارتفاعها عن سطح البحر واطلالتها الشرحة تتميز عن المحيط بنسمات لطيفة تميل إلى البرودة باكثر أيام الصيف حرارة وتتمتع بفجر مميز وصباح شاعري ترافقه (الغطيطة ) وهي الضباب المتشكل الذي يلامس الهضاب بحنو

## السياحة
تعد قرية الجويخات من أهم القرى السورية سياحيًا حيث يقصدها السياح العرب والأجانب من كل مكان للتمتع بطبيعتها وجوها، وأيضًا لاكتمال مقومات السياحة فيها من مطاعم واستراحات ومقاهي.
اكتسبت شهرتها من جمال طبيعتها وحسن ضيافتها، وتعتبر من القرى الأولى في إنتاج التفاح والدراق، جوها معتدل صيفاً وبارد مثلج شتاءً.

## السكان
يبلغ عدد سكانها شتاءً حوالي 300 نسمة وصيفاً حوالي 1200 نسمة مع العلم أن عدد المهاجرين من أهاليها يبلغ أضعاف من يسكنون في القرية.
ويمتاز سكانها بالنشاط والجد والعلم حيث تحوي نسبة تعليم كبيرة ويقال إنها تخلو من الأمية تماماً.
أهم ما يميز هذه القرية الجميلة هو التواصل الكبير اللافت للنظر بين سكانها المغتربين والمقيمين، حيث أن جميع المشاريع التي أقيمت في القرية كانت على نفقة المغتربين منفردين ومجتمعين، ونذكر منها: السواقي – الكهرباء – المياه – الصرف الصحي – الثانوية – الخزانات – البئر الارتوازي – الطرقات – المقبرة الجديدة.

## المعالم
من أهم معالم القرية الكنيسة القديمة، سميت باسم القديس جاورجيوس وتم بناؤها على كلفة أهالي القرية والمغتربين عام 1910، ولهذه الكنيسة قصة من داخلها يقال أن حجارتها الزرقاء تم جلبها من ظهر القصير، حيث اصطف الرجال من الكنيسة إلى مكان الحجارة مسافة 2 كم وقاموا بمناولة الحجارة لبعضهم بعضاً.
تتميز القرية بجمال طبيعتها الساحر وتعد من أوائل القرى السورية سياحياً، اكتسبت شهرة كبيرة من كثرة ينابيعها، يقصدها السياح العرب والأجانب من كل مكان للتمتع بطبيعتها وجوها ولاكتمال مقومات السياحة فيها من مطاعم واستراحات ومقاهٍ.
من أهم ينابيع القرية: عين الصفصافة – عين التينة – عين السنديان – عين اللبنّي – عين الجماسة – عين بو اسكندر – ين البلاّن – عين الشتوية – عين اللخ – عين الحمرا – عين اللخ الدعكان – نبع عزيزة – نبع السريدة – نهر البساتين.